# Григорий (Цуцулис)
Епископ Григорий (греч. Επίσκοπος Γρηγόριος Τσουτσούλης; род. XX век, Греция) — архиерей Константинопольской православной церкви, епископ Авидский (с 2022), викария Буэнос-Айресской митрополии.

## Биография
Состоял в братстве критского монастыря Ангарафу. Проходил служение в Неакринийской и Каламарийской митрополии.
11 февраля 2022 года Священным синодом Константинопольского патриархата избран для рукоположения в сан епископа Авидского, викария Буэнос-Айресской митрополии.
20 марта 2022 года он был рукоположен в сан титулярного епископа Авидского, викария  Буэнос-Айресской епархии. Хиротонию совершили: митрополит Буэнос-Айресский Иосиф (Бош), митрополит Янинский Максим (Папаяннис), митрополит Буэнос-Айресский Иаков (Эль-Хури) (Антиохийский патриархат), епископ Буэнос-Айресский Кирилл (Бойович) (Сербский патриархат) и епископ Назианзский Афинагор (Зилиаскопулос).